# Rhodambulyx schnitzleri
Espèce
Rhodambulyx schnitzleri est une espèce de lépidoptères appartenant à la famille des Sphingidae, à la sous-famille des Smerinthinae, à la tribu des Smerinthini et du genre Rhodambulyx.

## Distribution
Sud-est asiatique tout particulièrement dans l'ouest du Yunnan en Chine et au nord de la Thaïlande

## Systématique
L'espèce Rhodambulyx schnitzleri a été décrite par l'entomologiste français Jean-Marie Cadiou en 1990.
- La localité type est Chiang Mai en Thailande.